# Anna Calder-Marshall
Anna Calder-Marshall (* 11. Januar 1947 in Kensington, London) ist eine britische Schauspielerin, die vor allem am Theater aktiv ist.

## Leben
Anna Calder-Marshall wurde 1947 in London als Tochter des Schriftstellers Arthur Calder-Marshall und der Drehbuchautorin Ara Calder-Marshall geboren.
Sie studierte an der LAMDA. Ihre Karriere begann sie als Schauspielerin Mitte der 1960er Jahre. Zunächst trat sie vor allem in Fernsehproduktionen und am Theater auf. Für ihre Rolle in Lauter Lügen war sie 1969 für einen Emmy in der Kategorie Outstanding Single Performance by an Actress in a Supporting Role nominiert. Ihre Schauspielleistung in der Komödie Pussycat, Pussycat, I Love You brachte ihr bei den Golden Globe Awards 1971 eine Nominierung in der Kategorie Beste Nachwuchsdarstellerin ein. An der Seite von Timothy Dalton übernahm sie 1970 die Hauptrolle der Cathy Earnshaw in Robert Fuests Literaturverfilmung Sturmhöhe, die auf dem gleichnamigen Roman von Emily Brontë basiert. Danach konzentrierte sie sich wieder auf ihre Theaterarbeit und gelegentliche Auftritte in Fernsehproduktionen.
In der 1997er Verfilmung von Anna Karenina war sie als Prinzessin Schtscherbatski zu sehen. In der Miniserie Les Misérables übernahm Calder-Marshall die Rolle der Madame Rully. Von 2018 bis 2019 verkörperte Calder-Marshall in der Fernsehserie Harlots – Haus der Huren an der Seite von Lesley Manville die Rolle der alten Kupplerin Mrs. May.
Anna Calder-Marshall ist seit 1971 mit dem Schauspieler David Burke (* 1934) verheiratet. Ihr gemeinsamer Sohn Tom Burke (* 1981) ist ebenfalls Schauspieler.

## Filmografie (Auswahl)
- 1967: Love Story (Fernsehserie, 1 Episode)
- 1967: Sanctuary (Fernsehserie, 1 Episode)
- 1967, 1969: Boy Meets Girl (Fernsehserie, 2 Episoden)
- 1969: Lauter Lügen (Male of the Species, Fernsehfilm)
- 1969: W. Somerset Maugham (Fernsehserie, 1 Episode)
- 1970: Pussycat, Pussycat, I Love You
- 1970: Sturmhöhe (Wuthering Heights)
- 1974: Affairs of the Heart (Fernsehserie, 1 Episode)
- 1975: Under Western Eyes (Fernsehfilm)
- 1977: Crown Court (Fernsehserie, 1 Episode)
- 1977: Das Hotel in der Duke Street (The Duchess of Duke Street, Fernsehserie, 1 Episode)
- 1978: A Woman's Place? (Fernsehserie, 1 Episode)
- 1979: Matilda's England (Fernsehserie, 3 Episoden)
- 1979: Die letzte Offensive (Zulu Dawn)
- 1979: Bloomers (Fernsehserie, 4 Episoden)
- 1980: Gefrier-Schocker (Hammer House of Horror, Fernsehserie, 1 Episode)
- 1981: The Winter's Tale (Fernsehfilm)
- 1983: King Lear (Fernsehfilm)
- 1983: Androcles and the Lion (Fernsehfilm)
- 1984: Tottie: The Story of a Dolls' House (Fernsehserie, 5 Episoden)
- 1984: Strangers and Brothers (Fernsehserie, 1 Episode)
- 1985: Titus Andronicus (Fernsehfilm)
- 1986: Tottie: The Doll's Wish (Fernsehserie, 5 Episoden)
- 1988: Inspektor Morse, Mordkommission Oxford (Inspector Morse, Fernsehserie, 1 Episode)
- 1989: Rules of Engagement (Miniserie, 6 Episoden)
- 1990: Blood Royal: William the Conqueror (Fernsehfilm)
- 1993: The Case-Book of Sherlock Holmes (Fernsehserie, 1 Episode)
- 1993: Heartbeat (Fernsehserie, 1 Episode)
- 1993: Lovejoy (Fernsehserie, 1 Episode)
- 1994, 2015: Casualty (Fernsehserie, 2 Episoden)
- 1996: Witness Against Hitler (Fernsehfilm)
- 1996: Saint-Ex
- 1997: Anna Karenina
- 2000: Inspector Barnaby (Midsomer Murders, Fernsehserie, 1 Episode)
- 2005: Dalziel und Pascoe – Mord in Yorkshire (Dalziel and Pascoe, Fernsehserie, 2 Episoden)
- 2005: Der Wachsblumenstrauß (Agatha Christie’s Poirot; Fernsehserie, Folge: After the Funeral)
- 2008: Holby Blue (Fernsehserie, 1 Episode)
- 2008: The Bill (Fernsehserie, 1 Episode)
- 2010: Liebe, oder lieber doch nicht (Love & Distrust)
- 2011: New Tricks – Die Krimispezialisten (New Tricks, Fernsehserie, 1 Episode)
- 2012: 13 Steps Down (Miniserie, 2 Episoden)
- 2014: Scott & Bailey (Fernsehserie, 1 Episode)
- 2016: Das Gesetz der Familie (Trespass Against Us)
- 2018: LOVE
- 2018: Les Misérables (Miniserie, 2 Episoden)
- 2018–2019: Harlots – Haus der Huren (Harlots, Fernsehserie, 5 Episoden)
- 2019: Us Among the Stones
- 2019: Last Christmas
- 2020: The Third Day: Autumn (Fernsehfilm)
- 2020: The Third Day (Miniserie, 3 Episoden)
- 2020: Uncle Vanya

## Theatrografie (Auswahl)
- 1971: Caesar and Cleopatra (Chichester Festival Theatre, Chichester)
- 1975: Too True to Be Good (Aldwych Theatre und The Globe Theatre, London)
- 2011: Salt, Root & Roe (Donmar Warehouse, London)
- 2012–2013: In the Republic of Happiness (The Royal Court Theatre, London)
- 2013: The Herd (The Bush Theatre, London)
- 2015: Temple (Donmar Warehouse, London)
- 2015–2016: Evening at the Talk House (Dorfman Theatre, London)
- 2016–2017: Love (Dorfman Theatre, London und Birmingham Repertory Theatre, Birmingham)
- 2017: Lost Without Words (Dorfman Theatre, London)
- 2018: Love (Queen’s Theatre Hornchurch, Hornchurch und Théâtre de L'Odéon, Paris)
- 2020: Uncle Vanya (Harold Pinter Theatre, London)